# 2024年世界水泳選手権アンティグア・バーブーダ選手団
2024年世界水泳選手権アンティグア・バーブーダ選手団は、2024年2月2日から2月18日までカタールのドーハで開催された第21回世界水泳選手権のアンティグア・バーブーダ選手団、およびその競技結果。

## 選手団
- 人員: 選手 4人

## 選手名簿・結果
| 選手                     | 種目           | 予選      | 予選 | 準決勝   | 準決勝   | 決勝     | 決勝     |
| 選手                     | 種目           | 結果      | 順位 | 結果     | 順位     | 結果     | 順位     |
| ------------------------ | -------------- | --------- | ---- | -------- | -------- | -------- | -------- |
| ステファノ・ミッチェル   | 男子50m自由形  | 23秒48    | 51位 | 予選敗退 | 予選敗退 | 予選敗退 | 予選敗退 |
| ステファノ・ミッチェル   | 男子100m自由形 | 52秒86    | 75位 | 予選敗退 | 予選敗退 | 予選敗退 | 予選敗退 |
| ジェイドン・ウィリーズ   | 男子50m平泳ぎ  | 28秒35    | 27位 | 予選敗退 | 予選敗退 | 予選敗退 | 予選敗退 |
| ジェイドン・ウィリーズ   | 男子100m平泳ぎ | 1分02秒54 | 38位 | 予選敗退 | 予選敗退 | 予選敗退 | 予選敗退 |
| アウンジェリーク・リディ | 女子50m自由形  | 27秒38    | 57位 | 予選敗退 | 予選敗退 | 予選敗退 | 予選敗退 |
| アウンジェリーク・リディ | 女子100m自由形 | 59秒78    | 43位 | 予選敗退 | 予選敗退 | 予選敗退 | 予選敗退 |
| エリー・ショー           | 女子50m平泳ぎ  | 32秒73    | 31位 | 予選敗退 | 予選敗退 | 予選敗退 | 予選敗退 |
| エリー・ショー           | 女子100m平泳ぎ | 1分15秒20 | 43位 | 予選敗退 | 予選敗退 | 予選敗退 | 予選敗退 |